# Генуэзский флот
Генуэзский флот — военно-морская составляющая вооружённых сил Генуэзской республики. С XI века генуэзский флот защищал интересы республики и распространял свою власть на Средиземное и Чёрное моря. Флот сыграл решающую роль в истории республики, превратив её в талассократию и обеспечивая морскую торговую силу республики.
В течение XVII и XVIII веков мощь генуэзского военно-морского флота снизилась из-за того, что ведущей экономической силой республики вместо купцов стали банкиры.
Генуэзские военно-морские силы были окончательно расформированы после аннексии республики Сардинским королевством в 1815 году.

## История

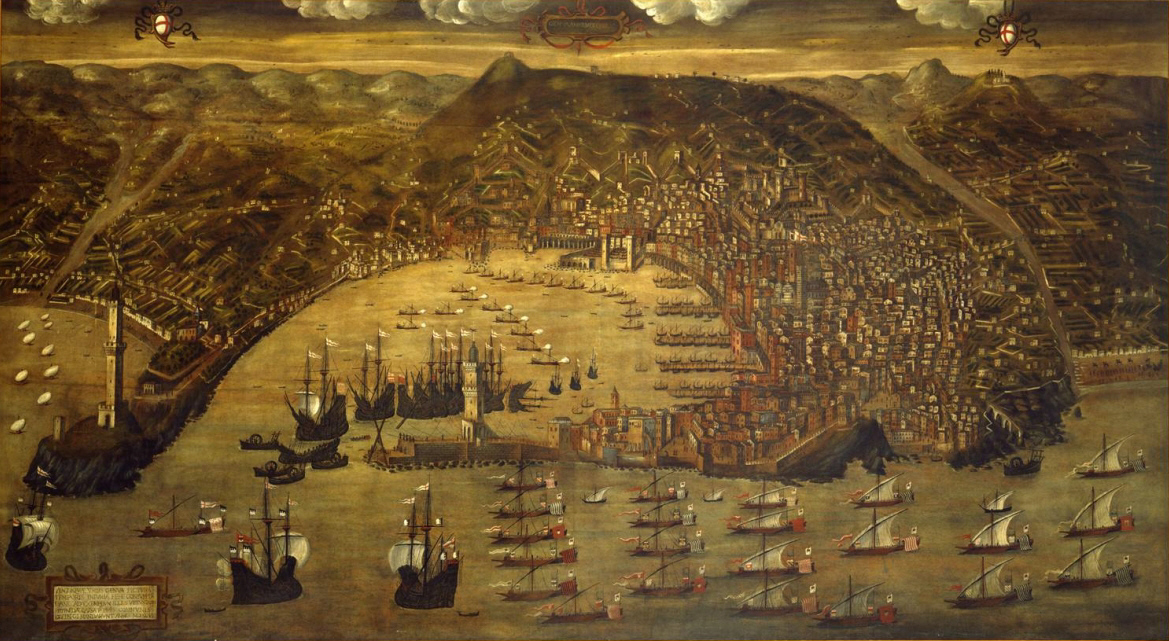
Генуэзский флот возвращается в порт после успешной экспедиции против османских турок. Изображен на картине 1597 года.

### Основание
Город Генуя был торговым центром со времен античности и в значительной степени полагался на доходы морского торгового судоходства и торговли. Таким образом, пиратство представляло серьезную угрозу для городских купцов, вынужденных платить за защиту своих кораблей. Сам город также был уязвим для нападения и это стало очевидным, когда в 935 году флот Фатимидского халифата из Махдии во главе с Якубом ибн Исхаком аль-Тамими разграбил город. Мусульманское вторжение побудило город построить мощную оборонительную гавань и восстановило интерес к созданию вооружённого торгового флота для патрулирования Лигурийского моря.
В 1005 году была основана Генуэзская республика; новое правительство возглавлял консул, который каждые несколько лет выбирали богатые купцы и землевладельцы города. В молодой республике доминировали потребности и желания купцов, а флоту отводилось важное место в новой талассократии.
Генуя считалась одной из четырёх главных морских республик в Италии наряду с Венецией, Пизой и Амальфи. Однако ранний флот республики состоял из кораблей, которые строили для себя частные торговцы и рыбаки, и не имел специально построенных военных кораблей. В XI веке флот использовался для защиты торговли крупных торговых семей Генуи, доминировавших в политике и экономике республики. Флот иногда использовался для борьбы с мусульманскими корсарами. В 1087 году генуэзский флот в союзе с пизанцами принимал участие в успешном нападении на город Махдия.
Начало крестовых походов в 1095 году привело к долгому периоду процветания Генуи. Поскольку постоянно нуждались новые крестоносцы, чтобы обезопасить Святую землю (а впоследствии и для укрепления государств крестоносцев), Генуя смогла получить прибыль, помогая в транспортировке военных сил из Европы. Республика основала ряд генуэзских торговых колоний в Средиземном и Чёрном морях от командиров крестоносцев, которые во время крестовых походов получили большое количество добычи.
Ливанский город Библ полностью перешёл под контроль Генуи, и республика имела право на 1/3 доходов контролируемого крестоносцами города Акры. Генуэзский флот скрывался в этих портах и защищал их от пиратов. В начале XII века генуэзский флот участвовал в возглавляемой пизанцами экспедиции на Балеарские острова в 1113—1115 годах по подавлению пиратства на Майорке.
В это время флот в основном полагался на два типа галер: тяжёлые дромоны византийского типа и более лёгкие галеры итальянского типа. Этот флот был дополнен вооружёнными торговыми коггами. Генуэзский флот эффективно переоборудовал торговые галеры в военные корабли во время войны и поэтому широко использовал такие переоборудованные суда.

### Торговые конфликты

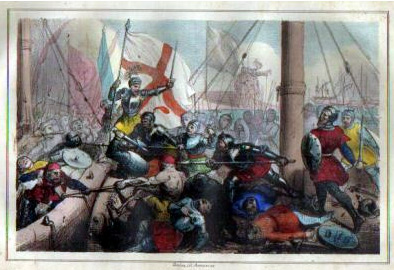
Битва при Мелории (1284) установила господство генуэзского флота в Западном Средиземноморье почти на столетие.

Помимо поддержки войн в Святой Земле, флот сыграл жизненно важную роль в соперничестве генуэзских войск с соседней Пизанской республикой, конкурировавшей с Генуей за влияние на Корсике и Сардинии. Для итальянских морских государств было привычным охотиться на торговые суда своих конкурентов, и генуэзский флот, как известно, не гнушался этим и тоже участвовал в этой практике. В 1119 году генуэзская эскадра совершила рейд на пизанский торговый конвой, положив начало первой генуэзско-пизанской войне. Первая из войн закончилась ничем, но привела к столетию набегов и пиратства, когда оба города воевали за Корсику и Сардинию. В 1230-х годах между Генуей и Пизой вспыхнула вторая необъявленная война как часть более широкого конфликта между гвельфами и гибеллинами.
Император Священной Римской империи встал на сторону Пизы, когда началась война, что заставило Геную искать союзников за границей. Гибеллины обнаружили план и вместе с пизанским флотом перехватили генуэзский флот в битве при Джильо в 1241 году. Заторможенный пассажирами и багажом, генуэзский флот потерял 3 затопленных галеры и 27 захваченных. Вторая война с Пизой закончилась миром в 1243 году.
В восточном Средиземноморье конфликты между генуэзскими и венецианскими купцами в Акре привели к войне святого Саввы, которая велась с 1256 по 1270 год. Во время одного из конфликтов, генуэзский флот потерпел сильное поражение против Венеции, поэтому он прибег к нападению на торговые конвои вместо военных кораблей. Эта стратегия оказалась очень эффективной и стала известна генуэзцам как «Война погони», в которой более быстрые генуэзские галеры обгоняли более медленные и лучше организованные венецианские эскадры.
Катастрофические поражения от Пизы и Венеции помешали генуэзским амбициям, но также привели к созданию специальных военно-морских сил в Генуе. Были построены галеры большего размера, должность верховного адмирала получила больше полномочий, а грозные генуэзские арбалетчики пополнили экипажи генуэзских военных кораблей. Когда началась третья война между Пизой и Генуей, отстроенный генуэзский флот одержал большую победу в битве при Мелории в 1284 году, в которой генуэзцы захватили 37 пизанских галер и 9000 моряков. В результате битвы Генуя осталась сильнейшим морским государством в Западном Средиземноморье.

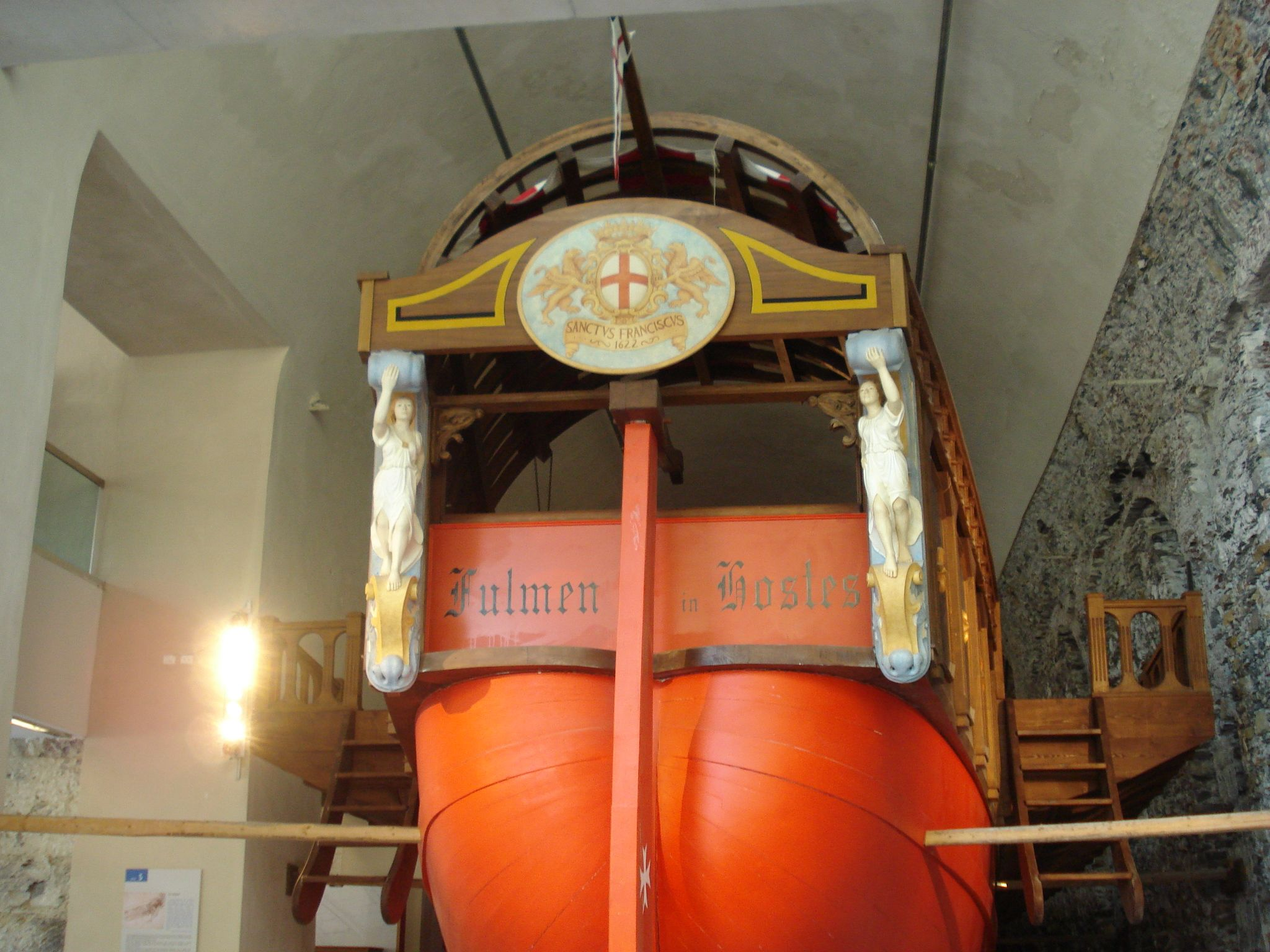
Корма копии генуэзской боевой галеры XVII века, украшенной бело-красным крестом Генуи.

Генуя расширилась на Корсику и северную Сардинию когда Пиза находилась в состоянии упадка. В 1266 году генуэзские купцы купили город Каффа у Золотой Орды. Эта экспансия привела к дальнейшему конфликту Генуи с могущественным городом-государством Венецией, также имевшей торговые отношения в этом регионе. Ожесточенное соперничество переросло в первую из венецианско-генуэзских войн в 1296 году, когда флот Генуи состоял из 125 галер. Изменения произошли в 1298 году, когда произошло большое сражение в Адриатическом море у побережья Курцолы. В сражении при Курцоле флот из 75 генуэзских галер нанес поражение войску из 95 венецианских галер, уничтожив или захватив 83 вражеских корабля. Однако потери генуэзцев были значительными, и городские верфи не смогли быстро заменить корабли, потерянные под Курцолой. Конфликт завершился относительно тупиковой ситуацией в 1299 году. После войны Генуя доминировала в средиземноморской работорговле, а генуэзский флот нанимал тысячи рабов на галерах в качестве гребцов. Эта новая политика снизила расходы на содержание флота, поскольку гребцам больше не нужно было платить (в отличие от Венеции, которая нанимала только платных гребцов), но также уменьшила количество людей, доступных для абордажных групп, поскольку генуэзские капитаны не доверяли вооружённым рабам.
В 1340 году отряд из 15 генуэзских галер под командованием Пьетро Барбаверы сражался на стороне французского флота против английского в решающем Слёйсском морском сражении.
Поскольку Генуя продолжала расширять свою торговую сеть в XIV веке, флот всё чаще использовался для защиты торговых путей. Хотя эти военно-морские торговые пути принесли большую пользу городу, они также сделали его уязвимым для болезней. В 1347 году Чёрная смерть была занесена в Каффу во время монгольской осады и вскоре распространилась на борт бегущих генуэзских кораблей. Плывущий из Каффы генуэзский торговый флот распространил болезнь до Мессины, откуда чума распространилась до остальной Европы. В результате пандемии погибло более 40 000 человек в городе Генуя. Эта катастрофа сократила количество денег, доступных для финансирования флота. Многие моряки также погибли от Чёрной смерти, в результате чего флот оказался недоукомплектованным.
Третий конфликт с Венецией начался из-за торговых споров в Чёрном море в 1350 году. Венеция объединилась с Арагонским королевством и Византийской империей и при этом собрала большие силы, превосходившие численностью генуэзский флот. Генуя одержала очень тяжелую победу в битве в проливе Босфор в феврале 1352 года, которая заставила Византию выйти из войны. Ход войны изменился, когда в 1353 году генуэзский флот потерпел поражение в битве при Альгеро. Утрата флота в Альгеро вызвала гражданские беспорядки в Генуе, что еще больше помешало военным усилиям Республики. Для борьбы с этим раздором республика была временно распущена, и Генуя оказалась под властью герцога Миланского. В ноябре 1354 года генуэзский флот под командованием адмирала Паганино Дориа застал врасплох венецианский флот у берегов Пилоса. В последовавшей битве при Сапиенце Генуя потопила или захватила 35 венецианских галер. В 1355 году между Венецией и Миланом был подписан мирный договор, положивший конец конфликту. В то время как статус-кво на востоке сохранялся, Королевство Арагон смогло утвердиться как главный соперник генуэзского владычества в Западном Средиземноморье. После войны Генуя освободилась от контроля Милана, и республика была восстановлена.